# Наувальде
Наувальде (нім. Nauwalde) — громада в Німеччині, у землі Саксонія. Підпорядковується земельній дирекції Дрезден. Входить до складу району Майсен. Підпорядковується управлінню Гредіц.
Населення — 1 026 осіб (на 31 грудня 2010). Площа — 20,35 км².
Офіційний код — 14 2 85 180.

## Адміністративний поділ
Громада поділяється на 4 сільських округи.
| Німеччина | Це незавершена стаття з географії Німеччини. Ви можете допомогти проєкту, виправивши або дописавши її. |